# John Michael Beaumont
John Michael Beaumont (Egipto, 20 de diciembre de 1927- Sark, 3 de julio de 2016) fue el vigésimo segundo Señor de Sark en la isla de Sark. Trabajó como ingeniero civil antes de suceder a su abuela paterna, Sibyl Hathaway, la vigésima primera dama de Sark, en 1974. Durante su gobierno, Beaumont vio la pérdida de muchos derechos feudales que disfrutaban los señores y, en consecuencia, a menudo se lo describía como el «último barón feudal».

## Biografía
Beaumont era hijo del oficial de la Royal Air Force y productor de cine Francis William Beaumont y su primera esposa, Enid Ripley. Su abuela paterna, Sibyl Hathaway, ascendió como Dama de Sark seis meses antes de su nacimiento. Francis y Enid se divorciaron en 1937 como consecuencia de su adulterio con la actriz Mary Lawson, con quien posteriormente se casó. El padre y la madrastra de Beaumont fueron asesinados el 4 de mayo de 1941, durante el Bombardeo de Liverpool (Liverpool Blitz), que dejó a Beaumont, de 14 años, como heredero de su abuela.
Beaumont trabajó como ingeniero de diseño estructural para la British Aircraft Corporation en Bristol antes de mudarse a Shoreham-by-Sea, donde trabajó para la Beagle Aircraft. En 1956, se casó con Diana La Trobe-Bateman y la pareja tuvo dos hijos, Christopher y Anthony.
En 1974, la abuela de Beaumont murió y él la sucedió como Seigneur de Sark. El nuevo señor juró lealtad a la reina Isabel en 1978, cuando ella y el duque de Edimburgo visitaron la isla por primera vez desde su ascenso al trono. En 1990, un físico nuclear francés llamado André Gardes llegó a Sark para deponer a Beaumont y establecerse como señor, pero este intento de «invasión» de un solo hombre fracasó. Durante su visita de 2001, la reina le concedió el título de oficial de la Orden del Imperio Británico (OBE).
En 2008, Sark experimentó un cambio importante en su sistema de gobierno. Beaumont siguió siendo el señor supremo de la isla, pero perdió algunos de sus privilegios feudales. Retuvo el privilegio de ser la única persona en la isla con derecho a tener palomas y un perro no esterilizado.

### Muerte
En 2009 anunció que abandonaría su residencia de La Seigneurie para instalarse en una vivienda más adaptada a su estado de salud.
En 2011, el señor declaró que nunca consideraría vender su feudo. Beaumont murió el 3 de julio de 2016 y fue sucedido por su hijo mayor, Christopher Beaumont, actual señor de Sark. La viuda de Beaumont, Diana, murió el 1 de diciembre de 2016. Tenía ochenta años, menos de cinco meses después de la muerte de su esposo.